# Pseudotipoteri
Els pseudotipoteris (Pseudotypotherium) són un gènere de mamífers notoungulats de la família dels mesotèrids que visqueren a Sud-amèrica entre el Miocè superior i el Pliocè superior, fa entre 2,6 i 7,2 milions d'anys. Se n'han trobat restes fòssils a l'Argentina i Bolívia. Eren si fa no fa de la mateixa mida que una ovella, cosa que els situava entre els representants més grossos del subordre dels tipoteris. Haurien pogut ocupar els nínxols ecològics ocupats per rosegadors grossos en altres continents. El nom genèric Pseudotypotherium significa ‘fals Typotherium’.